# アンティ・ニエミ
アンティ・ミッコ・ニエミ（よりフィンランド語に近い表記ではアンッティ・ミッコ・ニエミ、Antti Mikko Niemi、 1972年5月31日 - ）は、フィンランド、オウル出身のサッカー選手兼コーチ。ポジションはGK。元フィンランド代表。

## 経歴

### クラブ
1991年、フィンランドのHJKヘルシンキでキャリアをスタート。1996年デンマークのFCコペンハーゲンに移籍すると翌年スコットランドのレンジャーズFCにステップアップ。
しかしレンジャーズのゴールはアンディ・ゴラムが守っており、スタメンの座は確保できなかった。その間、彼はチャールトンへローン移籍していた。1999年にハーツへ移籍すると、スコットランドでもっとも知られたゴールキーパーの1人となった。
スコットランドで自信を付け、2002年にサウサンプトンFCへ移籍。2003年にFAカップの決勝戦に進出するもアーセナルFCに敗れた。このシーズンのアーセナルは無敗優勝を果たしており、そのアーセナルを相手に1-0のスコアで健闘した。このときマンチェスター・ユナイテッドのアレックス・ファーガソン監督が獲得に動いているという噂まで出たほどだった。
この勢いは翌年になってもさらに続いた。この年はクラウス・ルンデクヴァムらディフェンス陣の頑張りもあったが、堅守を支え、1試合あたり平均およそ1失点という堅守を披露。そしてインデペンデント紙の読者投票で選ぶプレミアリーグ最優秀ゴールキーパーに選ばれた。2005年にサウサンプトンはフットボールリーグ・チャンピオンシップに降格したが、ニエミはチームに残留した。
2006年1月、フラムへエトヴィン・ファン・デル・サールの後任として加入。定位置を確保しながらも、怪我に悩まされた。2008年9月3日、手首の怪我によって現役を引退することを発表した。
2009年8月7日､ポーツマスFCと1年契約を結んで現役に復帰した。

### 代表
1992年に代表デビュー。2005年に代表を引退するまでに12年間フィンランドのゴール前に立ち続けた。2007年にスペインとの親善試合で1度だけ復帰をし、キャップ数は67。

## 所属クラブ
- 1991-1995  HJKヘルシンキ
- 1995-1997  コペンハーゲン
- 1997-1999  レンジャーズ
- 1999-2002  ハーツ
- 2002-2006  サウサンプトン
- 2006-2008  フラム
- 2009-2010  ポーツマス